# Ліплявська сотня
Ліплявська сотня (вона ж і Леплявська) — козацька сотня, адміністративно-територіальна та військова одиниця за часів Гетьманщини, що створювалась у складі Канівського полку, проте пізніше здебільшого перебувала у складі Переяславського полку. Сотенний центр — містечко Ліпляве [Липляве].

## Історія
Створена ще до 1648 року у складі Канівського полку Речі Посполитої. Від 1648 до 1667 року у складі Канівського полку Війська Запорозького. За Реєстром 1649 року значилась як «Шоста Канівська сотня» сотника Петра Рощенка у складі 162 козаків. Протягом 1667—1672 років сотня поперемінно у Канівському та Переяславському полках.
Від 1672 року — адміністративна одиниця Переяславського полку, у складі якого була аж до ліквідації у 1782 році. З ліквідацією сотні її території увійшли до Золотоніського повіту Київського намісництва.

## Сотенна старшина

### Сотники
| - Рощенко Петро (1649) - Лизогуб [Кобизенко] Іван Кіндратович (1658) - Юхименко [Рощенко] Семен Юхимович (1667—1672) - Петкало Іван [від П. Дорошенка] (1672) - Гладченко Гнат (1673—1675) - Гусяченко Іван (1676) - Лавренко Матвій (1679) - Черкаський Іван (1682—1689) - Лавренко Матвій (1690) - Нерод Іван (1691—1696) - Черкаський Іван (1696—1709) - Рядно Іван (1696, н.) - Іван Семенович (1702) - Суховієнко Василь (1706, н.) - Буковський (1706, н.) - Данилович Олефір (1707, н.) | - Печеник Тимофій (1718, н.) - Тонкошкур Григорій (1721) - Степан (1723) - Яременко Михайло (1723) - Киржа Іван (1725—1730) - Зубченко Григорій (1729, н.) - Костенко Герасим (1729, 1740, н.) - Лисак Іван (1731, н.) - Лазаревич Василь (1732—1752) - Князенко Захар (1734;1735, н.) - Давиденко Кузьма (1734; 1736, н.) - Гирман Матвій (1740, н.) - Левицький Іван Мусійович (1752—1769) - Левицький Іван Іванович (1769—1772) - Левицький Микола Іванович (1772—1775) - Левицький Василь Іванович (1779—1782) |

### Писарі
- Левицький Василь (1707)
- Андрієвич Федір (1725)
- Сологуб Іван (1726)
- Зубченко Максим Тимофійович (1729—1733)
- Соболевський Кирило (1734—1735)
- Білявський Іван (1736)
- Зубченко Нечипір Тимофійович (1736—1738)
- Миколаєвич Василь (1738)
- Кантаторський Клим (1739—1746)
- Михайлович Іван (1747—1753)
- Федорович Сидір (1754)
- Гриневський Павло (1755—1759)
- Даценко Іван (1761)
- Онисимович Максим (1766—1780)
- Рубан Прокіп (1780—1782).

### Осавули
- Халява Тихон (1720)
- Кеша Яків (1732)
- Насипайко Фесько (1736)
- Герасименко Михайло (1737—1739)
- Жук Максим (1741—1754)
- Слюсаренко Пантелеймон (1755—1767)
- Йосип (1774—1775)
- Ус Юхим (1780—1782)

### Хорунжі
- Кривоший Яків (1726—1743)
- Давиденко Андрій (1743—1755)
- Гирман Сава (1762—1763)
- Жук Андрій (1767—1768)
- Пелех Іван (1774—1780)
- Могилевський Григорій (1780—1782)

### Городовіотамани
| - Убийбатько Роман (1686) - Ващенко Григорій (1692) - Рядно Іван (1696) - Козинець Карпо (1697) - Данилович Олефір (1707—1709) - Просейко Іван (1720—1724) - Курдесенко Роман (1725) - Павлович Денис (1725—1726) - Костенко Герасим (1729—1734; 1741—1742) - Давиденко Кузьма (1730) - Лисак Іван (1731) - Яременко Андрій (1734—1735) | - Радько Роман (1734; 1736) - Хамаза Василь (1737—1738) - Боровик Роман (1739—1740) - Василь (1740) - Костенко Михайло Герасимович (1743) - Сірик Іван (1744) - Костенко Михайло Герасимович (1746) - Яременко Андрій (1747—1749) - Сірик Іван (1750) - Комендант Роман (1753) - Князенко Петро (1753—1763) - Штриха Остап (1764—1774). |

## Опис Ліплявської сотні
За описом Київського намісництва 1781 року наявні наступні дані про кількість сіл та населення Ліплявської сотні напередодні ліквідації:
| Населені пункти Ліплявської сотні         | Дворян і шляхетства | Різночинців | Духовенства | Церковників | Греків | Хат              | Хат                   | Хат   | Хат                                        | Хат                                                           | Всього | Всього                             |
| ----------------------------------------- | ------------------- | ----------- | ----------- | ----------- | ------ | ---------------- | --------------------- | ----- | ------------------------------------------ | ------------------------------------------------------------- | ------ | ---------------------------------- |
| Населені пункти Ліплявської сотні         | Дворян і шляхетства | Різночинців | Духовенства | Церковників | Греків | козаків виборних | козаків підпомічників | міщан | посполитих коронних, в тому числі рангових | посполитих власницьких, різночинських і козацьких підсусідків | хат    | за останньою 1764 року ревізії душ |
| містечко Ліпляве                          | 3                   | 3           | 1           | 2           | —      | 46               | 50                    | —     | —                                          | 31                                                            | 127    | —                                  |
| село Келеберда                            | 3                   | 7           | 1           | 3           | —      | 41               | 66                    | —     | —                                          | 88                                                            | 195    | —                                  |
| селище Решітки                            | —                   | 1           | —           | —           | —      | 2                | 10                    | —     | —                                          | 13                                                            | 25     | —                                  |
| 1. хутір асесора Гриневича                | —                   | —           | —           | —           | —      | —                | —                     | —     | —                                          | 3                                                             | 3      | —                                  |
| 2. хутір судді полкового Ливицького       | —                   | —           | —           | —           | —      | —                | —                     | —     | —                                          | 2                                                             | 2      | —                                  |
| 3. хутір військового товариша Базилевича  | —                   | —           | —           | —           | —      | —                | —                     | —     | —                                          | 2                                                             | 2      | —                                  |
| 4. хутір графа Рум'янцева-Задунайського   | —                   | —           | —           | —           | —      | —                | —                     | —     | —                                          | 1                                                             | 1      | —                                  |
| 5. хутір бунчукового товариша Каневського | —                   | —           | —           | —           | —      | —                | —                     | —     | —                                          | 1                                                             | 1      | —                                  |
| 6. хутір судді полкового Ливицького       | —                   | —           | —           | —           | —      | —                | —                     | —     | —                                          | 2                                                             | 2      | —                                  |
| Всього у сотні Ліплявській                | 6                   | 11          | 2           | 5           | —      | 89               | 126                   | —     | —                                          | 143                                                           | 358    | 775                                |